# Chamaeranthemum venosum
Chamaeranthemum venosum là một loài thực vật có hoa trong họ Ô rô. Loài này được M.B.Foster ex Wassh. & L.B.Sm. mô tả khoa học đầu tiên năm 1969.